# Eddy Maillet
Eddy Maillet (født 19. oktober 1967 er en fodbolddommer fra Seychellerne. Han har dømt internationalt under det internationale fodboldforbund FIFA siden 2001, hvor han er placeret i den Afrikanske dommergruppe.
Ved siden af den aktive dommerkarriere er Maillet ansat som dommerkoordinator for det Seychellernes fodboldforbund.

## Karriere
Maillet blev udvalgt til at deltage VM 2010, hvor han dømte 2 kampe i gruppespillet.
Kampe ved VM 2010:
- Honduras –  Chile (gruppespil)
- Slovakiet –  Paraguay (gruppespil)